# I'll Never Break Your Heart
"I'll Never Break Your Heart" foi escrita pelo cantor/compositor Eugene Wilde com Albert Manno e foi o segundo single dos Backstreet Boys de seu álbum de estreia de mesmo nome. Posteriormente, foi incluído no seu álbum de estreia dos E.U.A também. A canção foi lançada em dezembro de 1995, então em 1996 para alguns outros mercados e, posteriormente, foi re-lançado em de junho 1998 para a estreia nos E.U.A. A canção alcançou a posição número 35 no Billboard Hot 100 nos E.U.A, mas se saiu melhor no Adult Contemporary, onde se tornou a primeira canção do grupo a chegar na 1ª posição das pradas. Fora dos E.U.A, a canção alcançou a posição 8ª no UK Singles Chart, e também foi para o Top 10 na Austrália, Alemanha, Países Baixos, Suécia e Suíça.

## Gravação
A canção substituiu "I'll Never Find Someone Like You" no álbum, que viria a ser o primeiro single do grupo. A gravadora do grupo, Jive Records, não havia se comprometido a usar a canção para o grupo, e como resultado, foi oferecida ao cantor Keith Martin, que aceitou e liberou-a como um single na trilha sonora de Bad Boys, e nos seus próprios álbuns "It's Long Overdue" e  "All the Hits". O Backstreet Boy, Brian Littrell supostamente descobriu isso quando ouviu tocar a canção de Martin no rádio um dia.
"I'll Never Break Your Heart" foi supostamente gravada em duas semanas, porque Littrell e AJ McLean, os dois vocalistas  principais na música, estavam resfriados.. Os vocais em espanhol para a canção, intitulada "Nunca Te Hare Llorar", foi gravada  mais tarde em Zurique, juntamente com uma versão em espanhol de "Anywhere For You"

## Vídeo
Dois videoclipes foram gravados para "I'll Never Break Your Heart". O vídeo lançado em conjunto com a versão original do single mostra um grupo de jovens mulheres, uma delas tendo acabado de romper com o namorado, como explicado no prefácio do vídeo. Os membros do grupo estão em férias de inverno, e cada membro namora uma das jovens. Brian Littrell faz  tentativas e consegue voltar com a sua ex-namorada. A jovem que Kevin Richardson faz par no vídeo, era a sua então namorada e hoje esposa Kristin Willits. Este vídeo original foi filmado em novembro de 1995, nas Rocky Mountains. Ele foi ao ar originalmente em dezembro de 1995 na Alemanha, França e outras nações da Europa Ocidental.
O segundo vídeo, dirigido por Bille Woodruff em abril de 1998, foi lançado na MTV em junho de 1998 para o mercado estadunidense. Ela apareceu mais tarde como o primeiro vídeo do grupo a entrar no Total Request Live, em 14 de setembro de 1998. O vídeo apresenta cada backstreet boy cantando em seu próprio apartamento que reflete o gosto de cada um. Os apartamentos são empilhados uma sobre o outro em um prédio alto. No final do vídeo, cada um dos membros é mostrado com uma namorada em seu apartamento. O grupo também é mostrada cantando juntos em um túnel cilíndrico que tem uma portinhola rotativa próxima ao fim, na qual a câmera observa. Uma outra versão do vídeo também foi lançado para a versão em espanhol da canção. O cachorro no apartamento Littrell era realmente dele, e a modelo em seu apartamento era a sua então namorada, hoje esposa, Leighanne Wallace.

## Lista das faixas
| Europa LP Single (1995) |                                            |      |         |  |
| N.º                     | Título                                     | Lado | Duração |  |
| 1.                      | "I'll Never Break Your Heart" (Radio Edit) | A1   | 4:25    |  |
| 2.                      | "I'll Never Break Your Heart" (LP Version) | A2   | 4:49    |  |
| 3.                      | "Roll With It"                             | B    | 4:43    |  |

| Europa Maxi-Single (1995) |                                            |         |  |
| N.º                       | Título                                     | Duração |  |
| 1.                        | "I'll Never Break Your Heart" (Radio Edit) | 4:25    |  |
| 2.                        | "I'll Never Break Your Heart" (LP Version) | 4:49    |  |
| 3.                        | "Roll With It"                             | 4:43    |  |

| Alemanha SP (1995) |                                            |      |         |  |
| N.º                | Título                                     | Lado | Duração |  |
| 1.                 | "I'll Never Break Your Heart" (Radio Edit) | A    | 4:25    |  |
| 2.                 | "Roll With It"                             | B    | 4:43    |  |

| UK Single CD1 (1996) |                                             |         |  |
| N.º                  | Título                                      | Duração |  |
| 1.                   | "I'll Never Break Your Heart" (Radio Edit)  | 4:25    |  |
| 2.                   | "We've Got It Goin' On" (Amadin's Club Mix) | 6:33    |  |
| 3.                   | "Mark Goodier Interview" (Part 1)           | 4:50    |  |

| UK Single CD2 (1996) |                                            |         |  |
| N.º                  | Título                                     | Duração |  |
| 1.                   | "I'll Never Break Your Heart" (Radio Edit) | 4:25    |  |
| 2.                   | "Roll With It"                             | 4:43    |  |
| 3.                   | "Mark Goodier Interview" (Part 2)          | 7:07    |  |

| Holanda SP Promo (1988) |                                                                               |      |         |  |
| N.º                     | Título                                                                        | Lado | Duração |  |
| 1.                      | "I'll Never Break Your Heart" (Davidson Ospina Extended Club Mix (Vocal))     | A    | 8:08    |  |
| 2.                      | "I'll Never Break Your Heart" (Davidson Ospina Chronicles Dub (Instrumental)) | B    | 7:05    |  |

| Itália LP Single |                                                                |      |         |  |
| N.º              | Título                                                         | Lado | Duração |  |
| 1.               | "I'll Never Break Your Heart" (Davidson Ospina Radio Edit)     | A1   | 4:08    |  |
| 2.               | "I'll Never Break Your Heart" (Soul Solution Radio Edit)       | A2   | 4:05    |  |
| 3.               | "Non Puoi Lasciarmi Cosí" (Quit Playing Games (With My Heart)) | B1   | 3:52    |  |
| 4.               | "As Long As You Love Me"                                       | B2   | 3:40    |  |

| Versão bônus de A Night Out With The Backstreet Boys (1998) |                                            |         |  |
| N.º                                                         | Título                                     | Duração |  |
| 1.                                                          | "I'll Never Break Your Heart" (Radio Edit) | 4:25    |  |
| 2.                                                          | "I'll Never Break Your Heart" (LP Version) | 4:49    |  |

| EUA Single (1998) |                                                     |         |  |
| N.º               | Título                                              | Duração |  |
| 1.                | "I'll Never Break Your Heart" (LP Version)          | 4:49    |  |
| 2.                | "I'll Never Break Your Heart" (Spanish Version)     | 4:49    |  |
| 3.                | "Quit Playing Games (With My Heart)" (Live Version) | 6:12    |  |

| EUA Single (1998) |                                                             |         |  |
| N.º               | Título                                                      | Duração |  |
| 1.                | "I'll Never Break Your Heart" (Radio Edit)                  | 4:25    |  |
| 2.                | "I'll Never Break Your Heart" (LP Version)                  | 4:49    |  |
| 3.                | "Get Down (You're the One for Me)" (DESIGN Radio I)         | 3:58    |  |
| 4.                | "Get Down (You're the One for Me)" (Smokin' Beats Club Mix) | 7:14    |  |

| EUA Single (1998) / Brasil (2000) |                                                   |         |  |
| N.º                               | Título                                            | Duração |  |
| 1.                                | "I'll Never Break Your Heart" (Radio Edit)        | 4:25    |  |
| 2.                                | "I'll Never Break Your Heart" (LP Version)        | 4:49    |  |
| 3.                                | "I'll Never Break Your Heart" (Spanglish Version) | 4:48    |  |
| 4.                                | "I'll Never Break Your Heart" (Spanish Version)   | 4:44    |  |
| 5.                                | "I'll Never Break Your Heart" (Instrumental)      | 4:25    |  |

| Holanda 2x LP Promo (1998) |                                                                               |      |         |  |
| N.º                        | Título                                                                        | Lado | Duração |  |
| 1.                         | "I'll Never Break Your Heart" (Davidson Ospina Extended Club Mix)             | A1   | 8:08    |  |
| 2.                         | "I'll Never Break Your Heart" (Davidson Ospina Edit)                          | A2   | 4:02    |  |
| 3.                         | "I'll Never Break Your Heart" (Soul Solution Vocal Mix)                       | B1   | 7:04    |  |
| 4.                         | "I'll Never Break Your Heart" (Soul Solution Radio Edit)                      | B2   | 4:03    |  |
| 5.                         | "I'll Never Break Your Heart" (Original Radio Edit)                           | B3   | 4:25    |  |
| 6.                         | "I'll Never Break Your Heart" (Soul Solution Dub Mix)                         | C1   | 6:43    |  |
| 7.                         | "I'll Never Break Your Heart" (Soul Solution Radio Bonus Beats)               | C2   | 6:48    |  |
| 8.                         | "I'll Never Break Your Heart" (Davidson Ospina Chronicles Dub (Vocal))        | D1   | 7:05    |  |
| 9.                         | "I'll Never Break Your Heart" (Davidson Ospina Chronicles Dub (Instrumental)) | D2   | 7:05    |  |

## Performance nas paradas e vendas
| Parada (1995)                                      | Melhor posição |
| -------------------------------------------------- | -------------- |
| Reino Unido - UK Singles Chart                     | 42             |
| Parada (1996)                                      | Melhor posição |
| Áustria - Austrian Singles Chart                   | 5              |
| Bélgica - Belgium Singles Chart (Flandres)         | 4              |
| Bélgica - Belgium Singles Chart (Wallonia)         | 8              |
| Países Baixos - Dutch Singles Chart                | 3              |
| Países Baixos - Dutch Top 40                       | 3              |
| Alemanha - German Singles Chart                    | 5              |
| Irlanda - Irish Singles Chart                      | 19             |
| Suécia- Swedish Singles Chart                      | 7              |
| Suíça - Swiss Singles Chart                        | 2              |
| Reino Unido - UK Singles Chart (Relançamento)      | 8              |
| União Europeia - EURO 200 APC Chart                | 1352           |
| Parada (1998)                                      | Melhor posição |
| Austrália - Australian Singles Chart               | 10             |
| Nova Zelândia - New Zealand RIANZ Singles Chart    | 11             |
| Estados Unidos - U.S. Billboard Hot 100            | 35             |
| Estados Unidos - U.S. Billboard Top 40 Mainstream  | 4              |
| Estados Unidos - U.S. Billboard Adult Contemporary | 1              |

| Paradas de fim de ano (1996)               | Posição |
| ------------------------------------------ | ------- |
| Áustria - Austrian Singles Chart           | 31      |
| Bélgica - Belgium Singles Chart (Flandres) | 30      |
| Bélgica - Belgium Singles Chart (Wallonia) | 43      |
| Países Baixos - Dutch Top 40               | 35      |
| Suíça - Swiss Singles Chart                | 12      |
| Paradas de fim de ano (1998)               | Posição |
| Austrália - ARIA Charts                    | 33      |

| País     | Certificação | Data | Vendas de certificação |
| -------- | ------------ | ---- | ---------------------- |
| Alemanha | Ouro         | 1996 | 150,000                |